# Романюк Іван
Іва́н Романю́к  (1886 — †1973) — агроном, кооператор і промисловець, родом з Борщівщини.

## З життєпису
У 1920-их роках економічний діяч Борщівщини, у 1930-их років — у Львові (співвласник фабрики картонних виробів «Декоро» і власник фабрики свічок «Астра»). На еміграції в Німеччині, Канаді й (з 1957) у США.